# Young (plaats)
Young (uitspraak: zjoeng) is een stad in Uruguay, gelegen in het departement Río Negro. De stad telt 14.521 inwoners (2004) en staat in Uruguay door het grote aantal boerderijen rondom de stad bekend als een belangrijke agrarische plaats.